# 古店站
古店站，位于山西省大同市新荣区古店镇，邮政编码037018，建于1915年，是京包铁路大张段的一个车站。离北京站387公里，离包头站445公里。距上行车站大同站5公里，距下行车站孤山站8公里。该站隶属太原铁路局大同铁路分局。办理客运业务（旅客乘降，行李、包裹托运）和货运业务（仅办理专用线、专用铁道整车货物发到），为四等车站，本站及相邻上下行区间均为电气化区段。